# Oberbergkirchen
Oberbergkirchen – miejscowość i gmina w Niemczech, w kraju związkowym Bawaria, w rejencji Górna Bawaria, w regionie Südostoberbayern, w powiecie Mühldorf am Inn, siedziba wspólnoty administracyjnej Oberbergkirchen. Leży około 12 km na północny zachód od Mühldorf am Inn.

## Dzielnice
- Irl
- Oberbergkirchen

## Demografia
| Rok  | Liczba mieszk. |
| ---- | -------------- |
| 1970 | 1 256          |
| 1987 | 1 184          |
| 2000 | 1 658          |
| 2005 | 1 651          |

### Struktura wiekowa
Dane o ludności z 31 grudnia 2008:
| Opis                                | Ogółem | Ogółem | Kobiety | Kobiety | Mężczyźni | Mężczyźni |
| ----------------------------------- | ------ | ------ | ------- | ------- | --------- | --------- |
| Jednostka                           | osób   | %      | osób    | %       | osób      | %         |
| Populacja                           | 1630   | 100    | 816     | 50,06   | 814       | 49,94     |
| Wiek przedprodukcyjny (0–17 lat)    | 364    | 22,33  | 189     | 11,6    | 175       | 10,74     |
| Wiek produkcyjny (18–65 lat)        | 1019   | 62,52  | 483     | 29,63   | 536       | 32,88     |
| Wiek poprodukcyjny (powyżej 65 lat) | 247    | 15,15  | 144     | 8,83    | 103       | 6,32      |

## Polityka
Wójtem gminy jest Michael Hausperger, wcześniej urząd ten obejmował Josef Englbrecht, rada gminy składa się z 12 osób.
|      | CSU/FWOI | FWG/UWG | Zieloni | BL | Razem |
| 2008 | 7        | 3       | 1       | 1  | 12    |
| 2002 | 7        | 5       | -       | -  | 12    |

## Oświata
W gminie znajduje się przedszkole (75 miejsc) oraz szkoła podstawowa (7 nauczycieli, 143 uczniów).